# ستيغ سفينسون
ستيغ سفينسون (بالسويدية: Stig Svensson)‏ هو مدرب كرة قدم ولاعب كرة قدم سويدي، ولد في 13 ديسمبر 1914 في السويد، وتوفي بنفس المكان في 21 فبراير 2004. لعب مع نادي أوسترس.